# Iisalmen lintuvedet
Iisalmen lintuvedet este o arie protejată (arie de protecție specială avifaunistică — SPA) din Finlanda întinsă pe o suprafață de 804 ha, integral pe uscat.

## Localizare
Centrul sitului Iisalmen lintuvedet este situat la coordonatele 63°30′44″N 27°01′39″E / 63.5122°N 27.0275°E.

## Înființare
Situl Iisalmen lintuvedet a fost declarat arie de protecție specială avifaunistică în august 1998 pentru a proteja 29 de specii de animale.

## Biodiversitate
Situată în ecoregiunea boreală, aria protejată nu include niciun habitat protejat.
La baza desemnării sitului se află mai multe specii protejate de  păsări (29): rață sulițar (Anas acuta), gâscă de semănătură (Anser fabalis), stârc cenușiu (Ardea cinerea), rață-cu-cap-castaniu (Aythya ferina), rața moțată (Aythya fuligula), Aythya marila, buhai de baltă (Botaurus stellaris), bătăuș (Calidris pugnax), erete de stuf (Circus aeruginosus), erete vânăt (Circus cyaneus), lebădă de iarnă (Cygnus cygnus), șoimul rândunelelor (Falco subbuteo), vânturel roșu (Falco tinnunculus), cocor (Grus grus), Hydrocoloeus minutus, pescăruș râzător (Larus ridibundus), rață catifelată (Melanitta fusca), Mergellus albellus, codobatura galbenă (Motacilla flava), ploier auriu (Pluvialis apricaria), corcodel-urechiat (Podiceps auritus), corcodel-cu-gât-roșu (Podiceps grisegena), cresteț pestriț (Porzana porzana), Spatula clypeata, rață cârâitoare (Spatula querquedula), chiră de baltă (Sterna hirundo), fluierar negru (Tringa erythropus), fluierar de mlaștină (Tringa glareola), fluierarul cu picioare roșii (Tringa totanus).
Pe lângă speciile protejate, pe teritoriul sitului au mai fost identificate 1 specie de plante, 13 specii de păsări, 1 specie de mamifere.